# Кондратьев, Александр Васильевич
Александр Васильевич Кондратьев (14.11.1901 — 05.09.1981) — советский военачальник, участник Гражданской войны, Великой Отечественной войны, генерал-майор танковых войск (1944).

## Биография

### Начальная биография
Александр Кондратьев родился 14 ноября (по ст.ст. 1 ноября) 1901 года в Санкт-Петербурге. Русский. Член ВКП(б) c 1919 года.
Окончил 6-классную гимназию в Петрограде (экстерном, 1916). Член ВКП(б) с 1939 года.
Окончил Петроградские кавалерийские курсы (1919), Военная академия имени М. В. Фрунзе (1938).

### Служба в армии
В РККА с 1 марта 1918 года.
С 1 марта 1918 года по март 1919 года — курсант Петроградских кавалерийских курсов.
С 15 марта 1919 года — командир эскадрона 31-го кавалерийского полка 6-й кавалерийской дивизии 1-й конной армии. Начинал служить рядовым в 18 лет в конной армии Буденного, под ним в боевых действиях погибло 4 коня.
С 1 мая 1919 года — командир взвода 116-го кавалерийского полка 14-й кавалерийской бригады 14-й армии. Ранен в августе 1919 года под Царицыном.
С 15 января 1920 года — комендант штаба 14-й кавалерийской бригады 14-й армии. 
С 1 мая 1920 года — командир взвода 116-го кавалерийского полка 14-й кавалерийской бригады 14-й армии. Контужен в 1920 под Каховкой.
С сентября 1920 года по июль 1921 года — слушатель Высшей Петроградской кавалерийской школы.
С июля 1921 года — командир взвода отд. кавалерийского эскадрона 126-й стрелковой бригады. С сентября 1921 года — командир взвода Петроградского кавалерийского полка 11-й стрелковой дивизии.
С ноября 1921 года по июнь 1922 года — слушатель курсов Гренадеров (ст. Грузино, Новгородской губернии).
С 30 июня 1922 года — вр. командир взвода 33-го стрелкового полка 11-й стрелковой дивизии. С 4 ноября 1923 года — командир конного взвода 33-го стрелкового полка 11-й стрелковой дивизии. 
С 29 сентября 1929 года — командир взвода 22-го отд. запасного кавалерийского эскадрона. 
С 1 октября 1929 года — инструктор верховой езды в Ленинградской школе связи.
С 1 марта 1930 года — командир взвода конных разведчиков 33-го стрелкового полка 11-й стрелковой дивизии. 
С апреля 1930 года — командир взвода мотоотряда 3-й разведывательной роты. 
С мая 1931 года — командир 3-й разведывательной роты.
С сентября 1930 года — инструктор боевой подготовки Ленинградской Школы младшего начальствующего состава. 
С 1 февраля 1933 года — начальник штаба 4-го батальона 11-й стрелковой дивизии. 
С октября 1933 года — начальник штаба батальона школы младшего начальствующего состава 11-й стрелковой дивизии.
10.02.1935 года — назначен помощником начальника штаба отд. учебного танкового батальона 19-й механизированной бригады. 
16.05.1935 года назначен начальником штаба учебно-танкового батальона 11-й механизированной бригады. 
С марта 1936 года — командир батальона боевого обеспечения 11-й механизированной бригады. 
22.02.1937 года назначен помощником начальника 1-го отделения штаба 7-го механизированного корпуса.
С 1 ноября 1937 года по август 1938 года — слушатель танкового отделения Военной академии им. М. В. Фрунзе.
29.08.1938 года назначен помощником начальника АБТО Дальневосточного фронта (Хабаровск). 
22.09.1938 года назначен помощником начальника АБТО 2-й Краснознамённой армии. 
С 27 декабря 1938 года — помощник начальника 3-го отделения штаба 20-го стрелкового корпуса. 
в январе 1940 года назначен Начальником группы для особых поручений при Военной Совете 2-й Краснознамённой армии. 
Со 2 июля 1940 года — старший помощник начальника АБТО Дальневосточного фронта. 
С 23 сентября 1940 года — и.д. начальника 1-го отдела АБТУ Дальневосточного фронта. 18.12.1940 года утвержден в занимаемой должности.

### В Великую Отечественную войну
Начало Великой Отечественной войны встретил в прежней должности. 
С 29 августа 1941 года — инспектор АБТУ Дальневосточного фронта. 
С 28 октября 1941 года — начальник АБТО 2-й Краснознамённой армии. 
С 26 января 1942 года — заместитель командующего 2-й Краснознамённой армии по танковым войскам. Выполнял задачи по обороне дальневосточных границ СССР, провёл большую работу по подготовке танковых резервов для действующей армии.
С 5 февраля 1943 года — Командующий БТ и МВ 2-й Краснознамённой армии. Грамотно управлял танковыми войсками, подготовил к зимним условиям, сделал тёплые гаражи, во всех частях подготовил водомаслогрейки. Награждён орденом Красной Звезды.
Во время советско-японской войны в составе 2-го Дальневосточного фронта принимал участие в Сунгарийской операции 1945. Лично руководил бронетанковыми частями армии, которые в течение 15 - 18 августа овладели Суньуским укрепрайоном и городом Суньу, где пленили 20-тысячный японский гарнизон. 19 августа танковые части армии вступили в город Лунчжэнь, а 74-я танковая бригада (подполковник Кузнецов, Александр Степанович) 20 августа заняла город Бэйаньчжэнь, 21 августа достигли города Цицикар, 22 августа овладели городом Мэргень (Нэньцзян (провинция)). Награждён Орденом Отечественной войны 1 степени.

### После войны
С 28 января 1946 года — командующий БТ и МВ Кубанского ВО. 
С 25 февраля 1946 года — командующий БТ и МВ Кубанского территориального округа. 
С 18 июня 1946 года — заместитель командующего по БТ и МВ 29-го стрелкового корпуса (Северо-Кавказский военный округ). 
С 30 декабря 1946 года — заместитель командующего по БТ и МВ, он же начальник штаба БТ и МВ Прибалтийского ВО. 
С 31 августа 1949 года — заместитель командующего по БТ и МВ, он же начальник штаба БТ и МВ Северной группы войск.

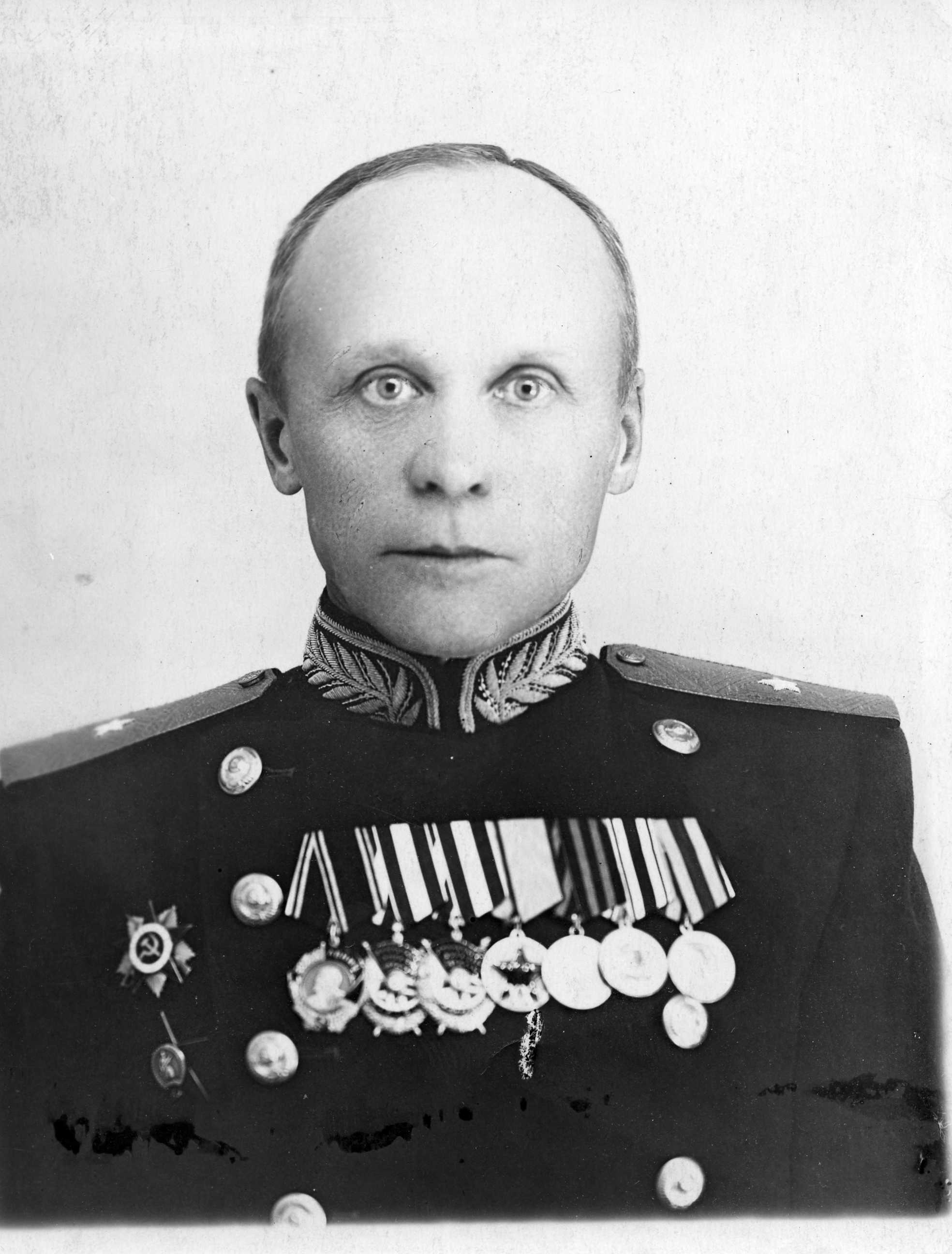
Кондратьев А.В.

С 26 января 1951 года зачислен в распоряжение Командующего БТ и МВ Советской армии.
С 5 февраля 1951 года — начальник военной кафедры Магнитогорского горно-металлургического института. 
С 27 декабря 1951 года — начальник военной кафедры Уральского политехнического института им. С. М. Кирова.
Приказом МО СССР № 01687 от 01.11.1960 года уволен в запас по статье 59 б с правом ношения военной формы.
Умер 5 сентября (в УПК указано 7 сентября) 1981 года. Похоронен в Ленинграде на  Южном кладбище.

### Награды
- Орден Ленина(21.02.1945)[9];
- Орден Красного Знамени, дважды: (03.02.1944)[10], (24.06.1948)[11];
- Орден Отечественной войны I степени (27.08.1945)[12];
- Орден Красной Звезды (22.02.1944)[13];
- Медаль XX лет РККА, (1938)[4];
- Медаль «В ознаменование 100-летия со дня рождения Владимира Ильича Ленина» (6 апреля 1970);
- Медаль «За победу над Германией в Великой Отечественной войне 1941-1945 гг.» , 9 мая 1945 года[14];
- Медаль «За победу над Японией» (1945)[15];
- Юбилейная медаль «Двадцать лет Победы в Великой Отечественной войне 1941—1945 гг.» (7 мая 1965[16]);
- Юбилейная медаль «Тридцать лет Победы в Великой Отечественной войне 1941—1945 гг.»[17]
- Юбилейная медаль «30 лет Советской Армии и Флота»;
- Юбилейная медаль «40 лет Вооружённых Сил СССР»;
- Юбилейная медаль «50 лет Вооружённых Сил СССР»;
- Юбилейная медаль «60 лет Вооружённых Сил СССР»;

### Семья
В первом браке с Кондратьевой (Гавриловой) Марией Васильевной (1903 -1993)
Дети: Кондратьев Александр Александрович (1929 - 1979), востоковед, китаист;
Васильева Ирина Александровна (1931 - 2012), переводчик (английский, немецкий);
Марченко  Марина Александровна (1941), преподаватель класса рояля;
Внуки: Марченко Алла Валентиновна (1971), доктор физико-математических наук, профессор.
Во втором браке с Кондратьевой Евгенией Тимофеевной
Дети: Кондратьев Евгений Александрович (1946), физик
Усыновленные дети: Кондратьев Александр Александрович, военный
Внуки: Кондратьев Алексей Евгеньевич (1973 -2024), строитель
Кондратьев Александр Евгеньевич (1979 - 2021), полковник юстиции СК
Кондратьев Игорь Александрович, военный
Родители: отец - Кондратьев Василий Кондратьевич (1873-1937),  работал в типографии в Санкт-Петербурге, Петрограде и Ленинграде, похоронен на Серафимовском кладбище.
мать - Кондратьева Матрена Ивановна (1875-1941), домохозяйка, погибла при бомбежке Ленинграда.

## Воинские звания
- полковник (Приказ НКО № 01743 от 25.06.1938)[18],
- генерал-майор танковых войск (Постановление СНК № 1024 от 02.08.1944)[18]

## Память
- В Санкт-Петербурге на Южном кладбище установлен надгробный памятник[19].
- Имя воина увековечено в Главном Храме Вооружённых сил России и на мемориале «Дорога памяти»[20].